# Drukarz Warszawa
Drukarz Warszawa – stołeczny klub sportowy z sekcjami: piłkarską i łuczniczą. Jego siedziba znajduje się na terenie parku Skaryszewskiego w Warszawie.

## Historia
Klub powstał w 1926, jako Robotniczy Klub Sportowy „Drukarz” z jedną sekcją piłki nożnej, nie posiadając własnego obiektu sportowego. Dopiero w II poł. lat 60. XX wieku znalazł siedzibę wraz z obiektami w parku Skaryszewskim.
W okresie międzywojennym w klubie działały sekcje: piłki nożnej, lekkoatletyczna, pływania, kolarska i bokserska. II wojna światowa przekreśliła na 6 lat działalność nie tylko RKS „Drukarz”. W lutym 1945 wśród działaczy i zawodników, którzy przeżyli, zrodziła się myśl wznowienia działalności sportowej.
W oparciu o Zakłady Poligraficzne i RSW „Prasa” stworzono warunki do rozwoju klubu. Powstały wówczas nowe sekcje: zapasów, siatkówki kobiet i mężczyzn, tenisa stołowego, szachów i koszykówki, w których sportowcy „Drukarza” odnieśli poważne sukcesy na arenie krajowej i międzynarodowej.
Zawodnicy sekcji szachowej reprezentowali Polskę na Olimpiadzie Szachowej. Sportowcy sekcji zapaśniczej byli w czołówce drużyn I ligi. Broniący barw Drukarza – Wiesław Bocheński wystartował na Igrzyskach Olimpijskich w Meksyku. Wychowankowie klubu sekcji piłki siatkowej wzięli udział w Igrzyskach Olimpijskich w Tokio.
Największe sukcesy Drukarza przypadają na czas powstania sekcji łuczniczej, w której sztandarową postacią była Irena Szydłowska (srebrna medalistka na Olimpiadzie w Monachium – pierwszy medal olimpijski w łucznictwie dla Polski). W swojej 15-letniej karierze, reprezentując barwy KS „Drukarz” zdobywała medale na Mistrzostwach Świata, Europy i Polski. Ponadto Grażyna Krauzowicz i Irena Szydłowska były rekordzistkami świata, reprezentując wówczas barwy Drukarza.
W 1996 Iwona Marcinkiewicz zdobyła brązowy medal w zespole na Igrzyskach Olimpijskich w Atlancie. W 2002 na Mistrzostwach Europy w Finlandii wywalczyła II m-ce w zespole, a w 2004 została Mistrzynią Europy, indywidualnie oraz brązowa medalistką w drużynie. W tym samym roku startowała na Igrzyskach Olimpijskich w Atenach. Ogromnym sukcesem może się poszczycić również sekcja piłki nożnej. Juniorzy, rocznik 1984 wywalczyli w 2001 Mistrzostwo Polski Juniorów U-17, jako pierwsi w historii tych rozgrywek z Warszawy.
Od 2005 reaktywowano sekcję kajakową.

## Sekcja piłki nożnej

### Informacje ogólne
- Rok założenia – 1926
- Barwy – niebiesko-biało-czarne
- Pojemność stadionu – 1000 (w tym krzesełka)
- Adres klubu – Al. Zieleniecka 2, 03-901 Warszawa

### Znani byli piłkarze
- Dariusz Dźwigała
- Marcin Żewłakow
- Michał Żewłakow

### Osiągnięcia
- piłkarskie mistrzostwo Polski juniorów U-17 2001

## Sekcja łucznicza

### Zawodniczki (m.in)
- Irena Szydłowska
- Grażyna Krauzowicz
- Iwona Dzięcioł-Marcinkiewicz

### Osiągnięcia
- Srebrny medal na Olimpiadzie w 1972 w Monachium
  - Irena Szydłowska
- Rekord Świata
  - Irena Szydłowska
  - Grażyna Krauzowicz
- brązowy medal w zespole na Igrzyskach Olimpijskich w 1996 w Atlancie
  - Iwona Dzięcioł-Marcinkiewicz
- srebrny medal Mistrzostw Europy w 2002 w Finlandii w drużynie
  - Iwona Dzięcioł-Marcinkiewicz
- Mistrzostwo Europy w 2004 w Belgii indywidualnie
  - Iwona Dzięcioł-Marcinkiewicz
- brązowy medal Mistrzostw Europy w 2004 w Belgii w drużynie
  - Iwona Dzięcioł-Marcinkiewicz